# Münchhausen (am Christenberg)
Münchhausen is een gemeente in de Duitse deelstaat Hessen, en maakt deel uit van de Landkreis Marburg-Biedenkopf. Münchhausen telt 3.286 inwoners.

## Geschiedenis
In haar huidige vorm bestaat de gemeente sinds 1 juli 1974 nadat de zelfstandige gemeentes Münchhausen, Simtshausen, Niederasphe, Oberasphe en Wollmar werden samengevoegd tot de gemeente Münchhausen.

## Geografie
In het westen van de gemeente bevindt zich het Rothaargebergte. De oostelijke begrenzing bestaat uit het Burgwald.

## Bekende mensen uit Münchhausen

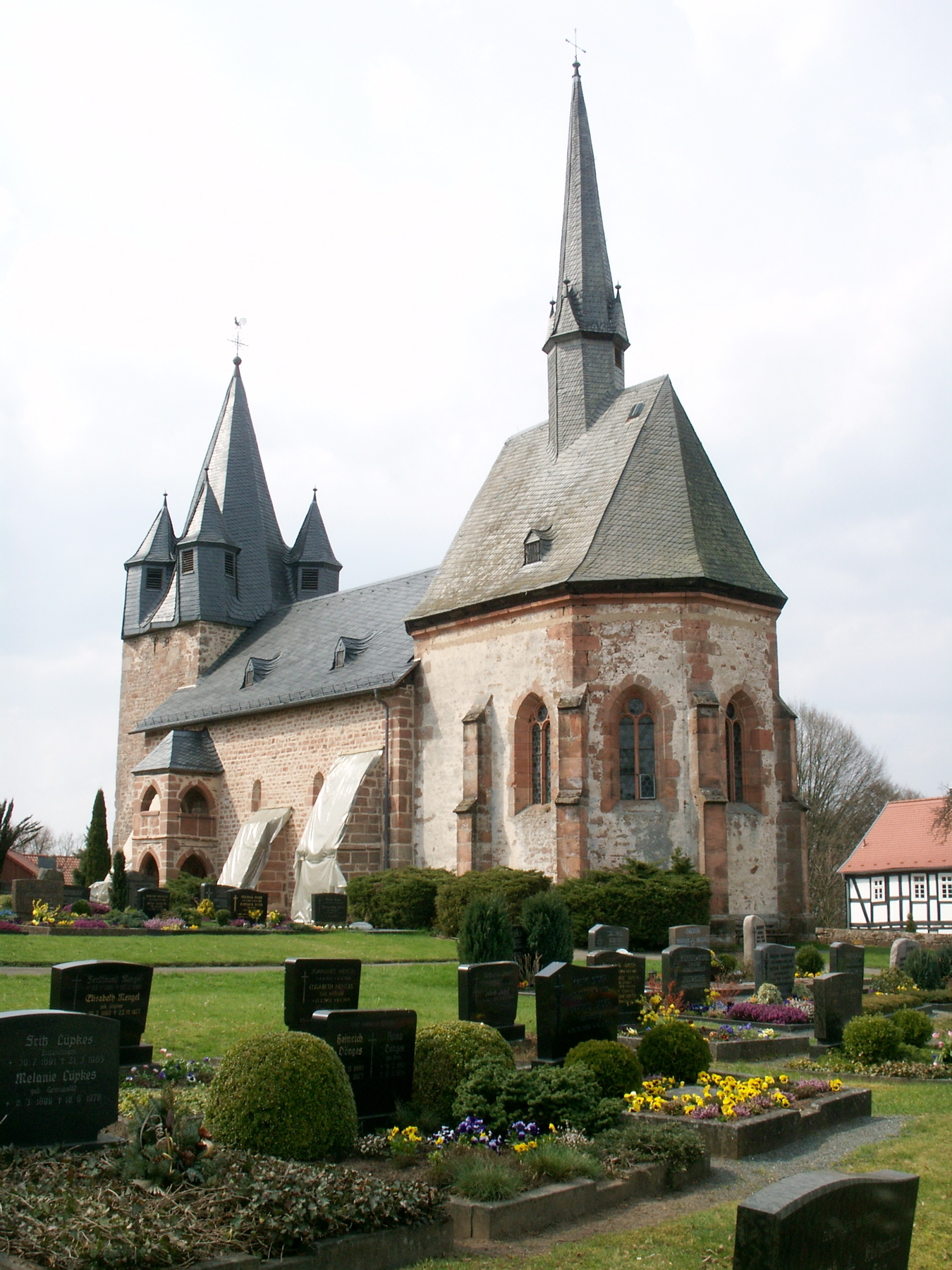
De St. Maartenskerk van Münchhausen

- Euricius Cordus, Duits Humanist

Amöneburg ·
Angelburg ·
Bad Endbach ·
Biedenkopf ·
Breidenbach ·
Cölbe ·
Dautphetal ·
Ebsdorfergrund ·
Fronhausen ·
Gladenbach ·
Kirchhain ·
Lahntal ·
Lohra ·
Marburg ·
Münchhausen ·
Neustadt (Hessen) ·
Rauschenberg ·
Stadtallendorf ·
Steffenberg ·
Weimar (Lahn) ·
Wetter (Hessen) ·
Wohratal